# فرشته ویرانگر

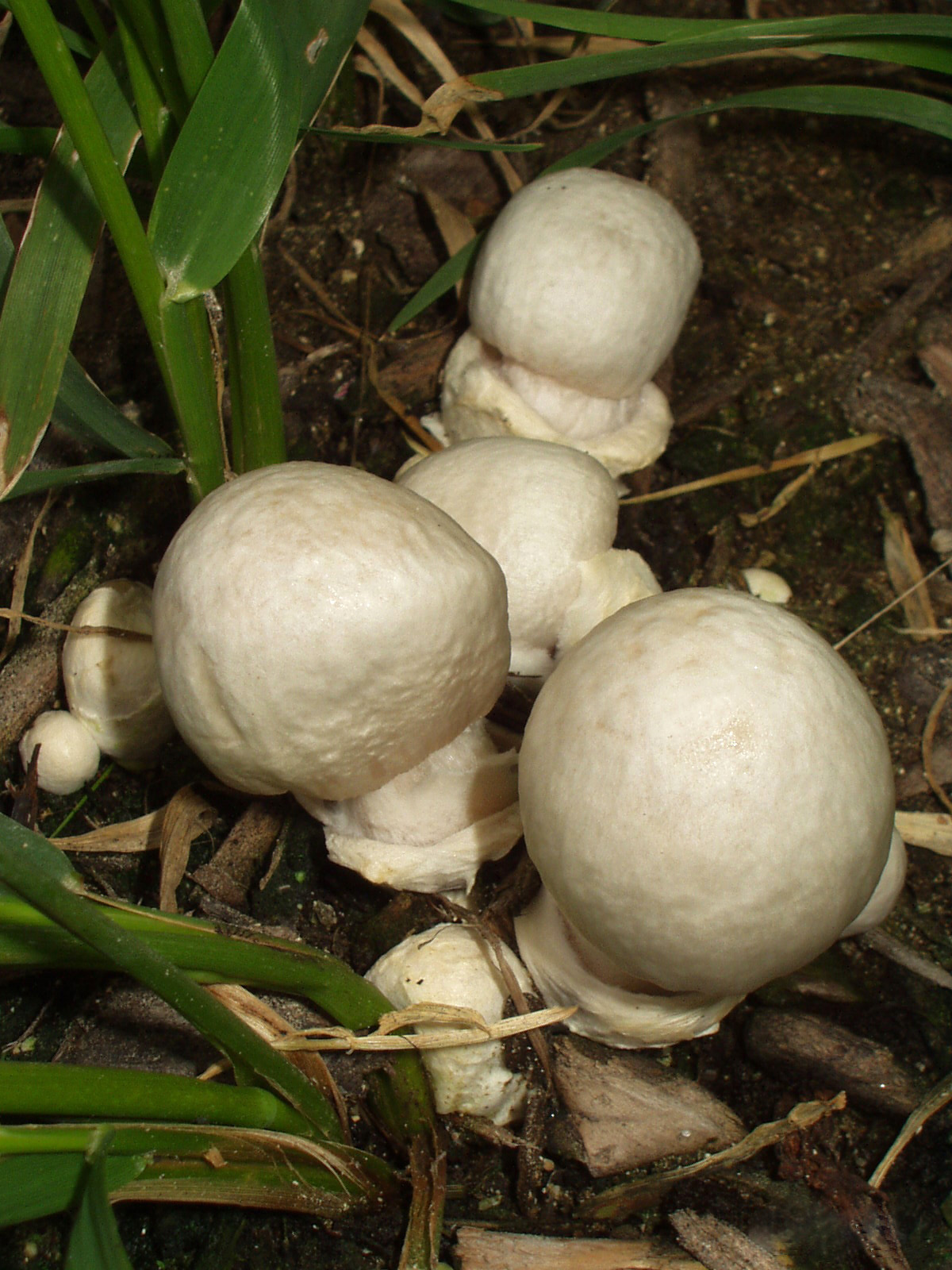
نمونه‌های جوان مانند این، گاهی با قارچ پفی یا قارچ‌های نامرگبار دیگر اشتباه گرفته می‌شود.

فرشته ویرانگر به گونه‌های همانند و نزدیک به هم از قارچ‌های سفید از نوع قارچ مرگبار گفته می‌شود.